# Clothoda longicauda
Clothoda longicauda is een insectensoort uit de familie Clothodidae, die tot de orde webspinners (Embioptera) behoort. De soort komt voor in Peru.
Clothoda longicauda is voor het eerst wetenschappelijk beschreven door Edward S. Ross in 1987. Het holotype werd aangetroffen in de buurt van Tingo María in de regio Huánuco in Peru.